# Erderkundungsfunkdienst über Satelliten

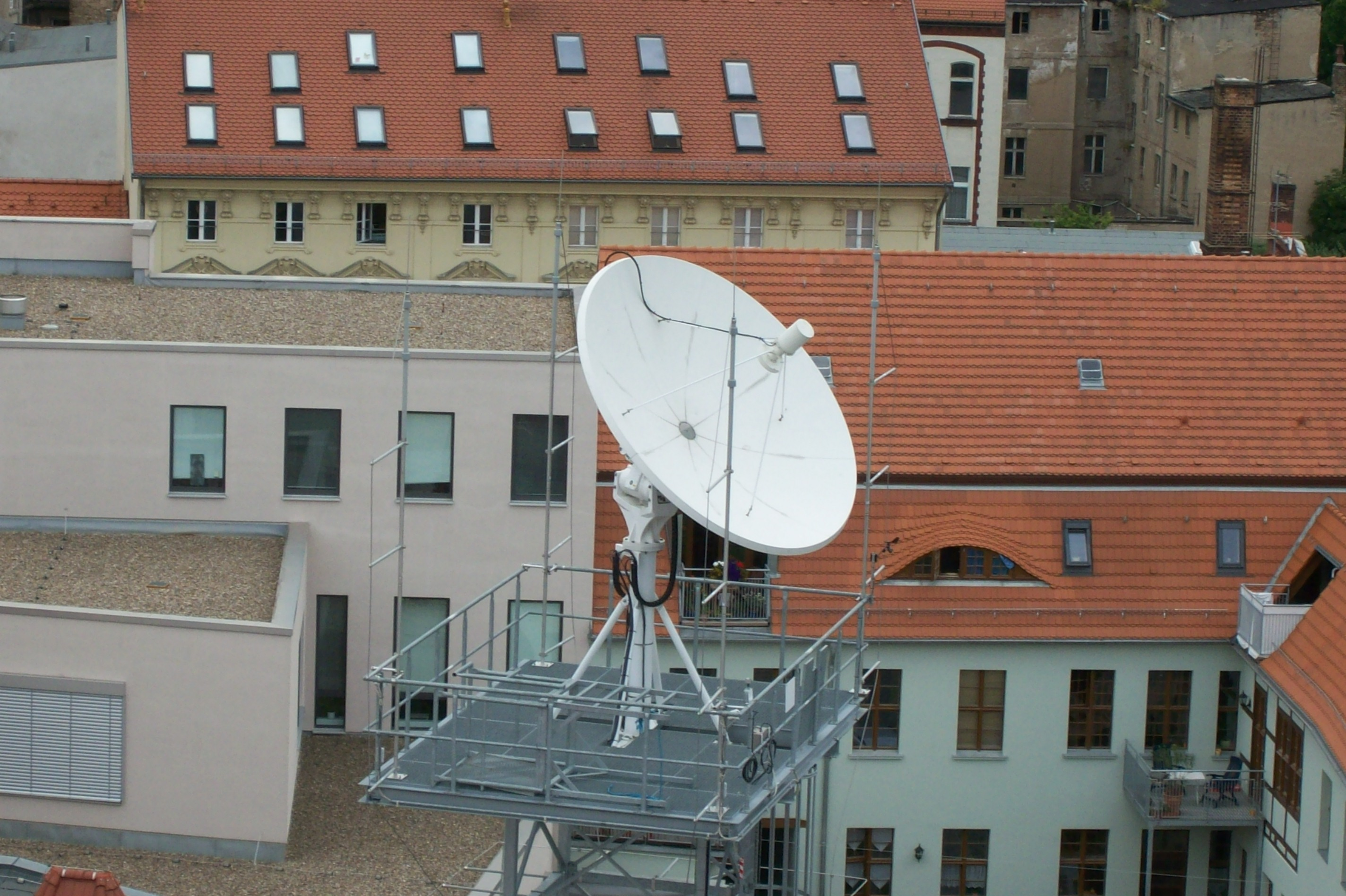
Antenne zum Empfang der RapidEye-Satelliten

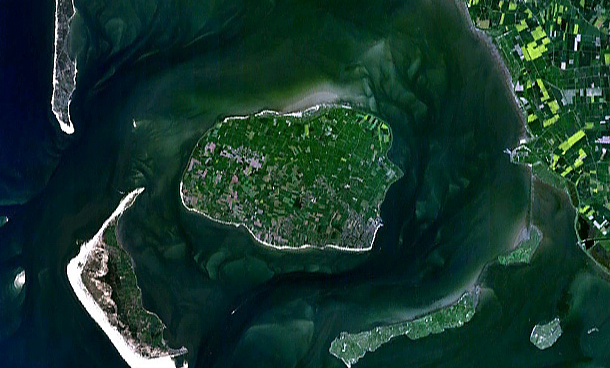
Landsat-Aufnahme der Insel Föhr

Der Erderkundungsfunkdienst über Satelliten (englisch earth exploration-satellite service) ist ein Funkdienst zwischen Erdfunkstellen und einer oder mehreren Weltraumfunkstellen, der auch Funkverbindungen zwischen Weltraumfunkstellen umfassen kann und bei dem:
1. Angaben über Eigenschaften der Erde und Naturerscheinungen derselben, einschließlich Daten über den Zustand der Umwelt, mit Hilfe von aktiven Sensoren oder passiven Sensoren gewonnen werden, die sich an Bord von Erdsatelliten befinden,
2. ähnliche Angaben mit Hilfe von Sonden gewonnen werden, die sich in Luftfahrzeugen oder auf der Erdoberfläche befinden,
3. diese Angaben an Erdfunkstellen übermittelt werden können, die zum gleichen Funksystem gehören, oder
4. die Sonden auch abgefragt werden können.

Dieser Funkdienst kann auch die für seine Wahrnehmung erforderlichen Speiseverbindungen umfassen.
Aktive Sensoren erhalten dabei Informationen durch das Senden und Empfangen von Radiowellen, passive Sensoren durch das Empfangen von Radiowellen natürlichen Ursprungs.
Der Wetterfunkdienst über Satelliten (englisch meteorological-satellite service) gehört auch zu diesem Funkdienst.

## Frequenzzuweisungen
Dem Funkdienst sind Frequenzbereiche ab 1215 MHz bis 252 GHz zugewiesen, wobei die Zuweisung auf primärer oder sekundärer Basis bestehen kann. Primäre Funkdienste haben im betreffenden Frequenzband Schutz vor Störungen von Funkdiensten mit sekundärer Zuweisung. Bei den meisten Bändern ist auch vorgegeben, ob dort aktive oder passive Sensoren betrieben werden.
Wettersatelliten senden auch auf 137 und 400 MHz.